# Basquetebol em cadeira de rodas nos Jogos Paralímpicos de Verão de 2012 - Feminino
O torneio feminino de basquetebol em cadeira de rodas nos Jogos Paralímpicos de Verão de 2012 foi disputado entre os dias 30 de agosto e 7 de setembro na Basketball Arena e na North Greenwich Arena, em Londres.
As dez equipes foram divididas em 2 grupos de 5 equipes cada. As equipes se enfrentam dentro de seus grupos uma única vez. Os 4 primeiros de cada grupo avançam à fase eliminatória.

## Medalhistas
|  | GER Alemanha |  | AUS Austrália |  | NED Países Baixos |
|  | Mareike Adermann Johanna Welin Britt Dillmann Edina Müller Annika Zeyen Maria Kühn Gesche Schünemann Maya Lindholm Annabel Breuer Annegret Briessmann Marina Mohnen Heike Friedrich |  | Sarah Vinci Cobi Crispin Bridie Kean Amanda Carter Tina McKenzie Leanne del Toso Clare Nott Kylie Gauci Shelley Chaplin Sarah Stewart Katie Hill Amber Merritt |  | Inge Huitzing Lucie Houwen Jitske Visser Roos Oosterbaan Sanne Timmerman Petra Garnier Miranda Wevers Cher Korver Saskia Pronk Barbara van Bergen Carolina de Rooij-Versloot Mariska Beijer |

## Qualificação
| Competição                                                    | Data                       | Sede                     | Vagas | Classificados                                                              |
| ------------------------------------------------------------- | -------------------------- | ------------------------ | ----- | -------------------------------------------------------------------------- |
| País-sede                                                     |                            |                          | 1     | GBR Grã-Bretanha                                                           |
| Campeonato Mundial de basquetebol em cadeira de rodas de 2010 | 5 – 18 de junho de 2010    | Birmingham, Grã-Bretanha | 5     | USA Estados Unidos GER Alemanha CAN Canadá AUS Austrália NED Países Baixos |
| Campeonato Europeu IWBF de 2011                               | 8 – 17 de setembro de 2011 | Nazaré, Israel           | 1     | FRA França                                                                 |
| Campeonato Ásia/Oceania IWBF de 2011                          | 4 – 11 de novembro de 2011 | Goyang, Coreia do Sul    | 1     | CHN China                                                                  |
| Jogos Parapan-Americanos de 2011                              | 13 – 19 de novembro        | Guadalajara, México      | 1     | BRA Brasil                                                                 |
| Repescagem Américas/África                                    | 1 – 3 de março de 2012     | Guadalajara, México      | 1     | MEX México                                                                 |
| Total                                                         |                            |                          | 10    |                                                                            |

## Primeira fase
Todos as partidas seguem o horário de Londres (UTC+1).

### Grupo A
| Times             | Pts | J | V | D | PF  | PC  | S   |
| ----------------- | --- | - | - | - | --- | --- | --- |
| AUS Austrália     | 7   | 4 | 3 | 1 | 211 | 180 | +31 |
| NED Países Baixos | 7   | 4 | 3 | 1 | 236 | 194 | +42 |
| CAN Canadá        | 7   | 4 | 3 | 1 | 248 | 221 | +27 |
| GBR Grã-Bretanha  | 5   | 4 | 1 | 3 | 151 | 217 | -66 |
| BRA Brasil        | 4   | 4 | 0 | 4 | 180 | 214 | −34 |

|  | Classificados às quartas de final |
|  | Eliminadas                        |

| 30 de agosto de 2012 13:00 | Relatório | Países Baixos NED                             | 62–35 | GBR Grã-Bretanha                                |  | North Greenwich Arena, Londres Árbitros: GER Max Kindervate |  |
| 30 de agosto de 2012 13:00 | Relatório | Placar por quarto: 8–8, 12–6, 18–10, 24–11    |       |                                                 |  | North Greenwich Arena, Londres Árbitros: GER Max Kindervate |  |
| 30 de agosto de 2012 13:00 | Relatório | Pts: Bejer 26 Rbts: Bejer 19 Asts: Huitzing 9 |       | Pts: Conroy 15 Rbts: Freeman 12 Asts: Freeman 6 |  | North Greenwich Arena, Londres Árbitros: GER Max Kindervate |  |

| 30 de agosto de 2012 18:30 | Relatório | Austrália AUS                                           | 52–50 | BRA Brasil                                           |  | Basketball Arena, Londres Árbitros: LTU Linas Radykas |  |
| 30 de agosto de 2012 18:30 | Relatório | Placar por quarto: 14–12, 11–13, 14–12, 13–13           |       |                                                      |  | Basketball Arena, Londres Árbitros: LTU Linas Radykas |  |
| 30 de agosto de 2012 18:30 | Relatório | Pts: Crispin 18 Rbts: Merritt 10 Asts: três jogadoras 3 |       | Pts: Lia Maria 27 Rbts: Lia Maria 14 Asts: Débora 12 |  | Basketball Arena, Londres Árbitros: LTU Linas Radykas |  |

| 31 de agosto de 2012 13:00 | Relatório | Grã-Bretanha GBR                                    | 24–51 | AUS Austrália                                 |  | North Greenwich Arena, Londres Árbitros: TUR Nureddin Bilmez |  |
| 31 de agosto de 2012 13:00 | Relatório | Placar por quarto: 5–11, 6–14, 3–14, 10–12          |       |                                               |  | North Greenwich Arena, Londres Árbitros: TUR Nureddin Bilmez |  |
| 31 de agosto de 2012 13:00 | Relatório | Pts: Hamer 8 Rbts: Strange 7 Asts: três jogadoras 2 |       | Pts: Merritt 10 Rbts: Crispin 7 Asts: Gauci 4 |  | North Greenwich Arena, Londres Árbitros: TUR Nureddin Bilmez |  |

| 31 de agosto de 2012 18:30 | Relatório | Canadá CAN                                                     | 59–70 | NED Países Baixos                              |  | North Greenwich Arena, Londres Árbitros: POL Adam Fronczak |  |
| 31 de agosto de 2012 18:30 | Relatório | Placar por quarto: 10–25, 17–9, 16–19, 16–17                   |       |                                                |  | North Greenwich Arena, Londres Árbitros: POL Adam Fronczak |  |
| 31 de agosto de 2012 18:30 | Relatório | Pts: Mclachlan 26 Rbts: Mclachlan 15 Asts: Harnock, Ferguson 5 |       | Pts: Bejer 34 Rbts: Bejer 14 Asts: Huitzing 11 |  | North Greenwich Arena, Londres Árbitros: POL Adam Fronczak |  |

| 1 de setembro de 2012 13:00 | Relatório | Brasil BRA                                      | 37–42 | GBR Grã-Bretanha                                |  | Basketball Arena, Londres Árbitros: NED Saskia Warmerdam |  |
| 1 de setembro de 2012 13:00 | Relatório | Placar por quarto: 5–9, 16–10, 10–8, 6–15       |       |                                                 |  | Basketball Arena, Londres Árbitros: NED Saskia Warmerdam |  |
| 1 de setembro de 2012 13:00 | Relatório | Pts: Débora 16 Rbts: Cleonete 11 Asts: Débora 3 |       | Pts: Conroy 18 Rbts: Freeman 8 Asts: Freeman 11 |  | Basketball Arena, Londres Árbitros: NED Saskia Warmerdam |  |

| 1 de setembro de 2012 18:30 | Relatório | Austrália AUS                                    | 50–57 | CAN Canadá                                           |  | Basketball Arena, Londres Árbitros: COL Karen Molina |  |
| 1 de setembro de 2012 18:30 | Relatório | Placar por quarto: 12–20, 20–13, 8–10, 10–14     |       |                                                      |  | Basketball Arena, Londres Árbitros: COL Karen Molina |  |
| 1 de setembro de 2012 18:30 | Relatório | Pts: Merritt 16 Rbts: Crispin 15 Asts: Chaplin 7 |       | Pts: McLachlan 28 Rbts: McLachlan 21 Asts: Ouellet 9 |  | Basketball Arena, Londres Árbitros: COL Karen Molina |  |

| 2 de setembro de 2012 15:15 | Relatório | Canadá CAN                                           | 65–61 | BRA Brasil                                                                |  | North Greenwich Arena, Londres Árbitros: GER Carsten Rehling |  |
| 2 de setembro de 2012 15:15 | Relatório | Placar por quarto: 17-13, 14-10, 16-16, 18-12        |       |                                                                           |  | North Greenwich Arena, Londres Árbitros: GER Carsten Rehling |  |
| 2 de setembro de 2012 15:15 | Relatório | Pts: McLachlan 36 Rbts: Ouellet 8 Asts: McLachlan 23 |       | Pts: Soares Martins 26 Rbts: Soares Martins 11 Asts: Guimarães da Costa 7 |  | North Greenwich Arena, Londres Árbitros: GER Carsten Rehling |  |

| 2 de setembro de 2012 21:15 | Relatório | Países Baixos NED                                  | 49–58 | AUS Austrália                                   |  | North Greenwich Arena, Londres Árbitros: USA Darrell Hargreaves |  |
| 2 de setembro de 2012 21:15 | Relatório | Placar por quarto: 12-18, 8-12, 9-10, 20-18        |       |                                                 |  | North Greenwich Arena, Londres Árbitros: USA Darrell Hargreaves |  |
| 2 de setembro de 2012 21:15 | Relatório | Pts: Huitzing 14 Rbts: Huitzing 8 Asts: Huitzing 7 |       | Pts: Merritt 19 Rbts: Crispin 7 Asts: Crispin 7 |  | North Greenwich Arena, Londres Árbitros: USA Darrell Hargreaves |  |

| 3 de setembro de 2012 13:00 | Relatório | Grã-Bretanha GBR                                        | 50–67 | CAN Canadá                                                   |  | North Greenwich Arena, Londres Árbitros: FRA Valerie Farrugia |  |
| 3 de setembro de 2012 13:00 | Relatório | Placar por quarto: 16-14, 9-20, 11-21, 14-12            |       |                                                              |  | North Greenwich Arena, Londres Árbitros: FRA Valerie Farrugia |  |
| 3 de setembro de 2012 13:00 | Relatório | Pts: Freeman 18 Rbts: Freeman, Conroy 7 Asts: Freeman 5 |       | Pts: Harnock 20 Rbts: McLachlan 15 Asts: Ouellet, Ferguson 8 |  | North Greenwich Arena, Londres Árbitros: FRA Valerie Farrugia |  |

| 3 de setembro de 2012 18:30 | Relatório | Brasil BRA                                                                | 42–55 | NED Países Baixos                               |  | Basketball Arena, Londres Árbitros: JPN Eisuke Kano |  |
| 3 de setembro de 2012 18:30 | Relatório | Placar por quarto: 12-19, 12-19, 10-20, 8-7                               |       |                                                 |  | Basketball Arena, Londres Árbitros: JPN Eisuke Kano |  |
| 3 de setembro de 2012 18:30 | Relatório | Pts: Soares Martins 28 Rbts: Soares Martins 14 Asts: Guimarães da Costa 6 |       | Pts: Beijer 27 Rbts: Beijer 12 Asts: Huitzing 7 |  | Basketball Arena, Londres Árbitros: JPN Eisuke Kano |  |

### Grupo B
| Times              | Pts | J | V | D | PF  | PC  | S    |
| ------------------ | --- | - | - | - | --- | --- | ---- |
| GER Alemanha       | 8   | 4 | 4 | 0 | 254 | 158 | +96  |
| USA Estados Unidos | 7   | 4 | 3 | 1 | 246 | 176 | +70  |
| CHN China          | 6   | 4 | 2 | 2 | 240 | 204 | +36  |
| MEX México         | 5   | 4 | 1 | 3 | 157 | 230 | -73  |
| FRA França         | 4   | 4 | 0 | 4 | 132 | 261 | −129 |

|  | Classificados às quartas de final |
|  | Eliminadas                        |

| 30 de agosto de 2012 15:15 | Relatório | Estados Unidos USA                             | 63–24 | FRA França                                                         |  | North Greenwich Arena, Londres Árbitros: GER Carsten Rehling |  |
| 30 de agosto de 2012 15:15 | Relatório | Placar por quarto: 20–4, 21–4, 14–10, 8–6      |       |                                                                    |  | North Greenwich Arena, Londres Árbitros: GER Carsten Rehling |  |
| 30 de agosto de 2012 15:15 | Relatório | Pts: Murray 23 Rbts: Nichols 6 Asts: Nichols 5 |       | Pts: Quemener-Pichon 7 Rbts: Belz 7 Asts: Glemp-Etavard, Mathias 2 |  | North Greenwich Arena, Londres Árbitros: GER Carsten Rehling |  |

| 30 de agosto de 2012 15:15 | Relatório | México MEX                                                            | 46–53 | CHN China                                  |  | Basketball Arena, Londres Árbitros: GBR Ian Pursglove |  |
| 30 de agosto de 2012 15:15 | Relatório | Placar por quarto: 21–11, 9–11, 11–13, 5–18                           |       |                                            |  | Basketball Arena, Londres Árbitros: GBR Ian Pursglove |  |
| 30 de agosto de 2012 15:15 | Relatório | Pts: Estrada Bernal 18 Rbts: Estrada Bernal 14 Asts: Estrada Bernal 4 |       | Pts: Cheng 19 Rbts: Cheng 13 Asts: Zhang 3 |  | Basketball Arena, Londres Árbitros: GBR Ian Pursglove |  |

| 31 de agosto de 2012 13:00 | Relatório | Alemanha GER                                  | 54–48 | USA Estados Unidos                                         |  | Basketball Arena, Londres Árbitros: FRA Valerie Farrugia |  |
| 31 de agosto de 2012 13:00 | Relatório | Placar por quarto: 13–17, 10–6, 10–13, 21–12  |       |                                                            |  | Basketball Arena, Londres Árbitros: FRA Valerie Farrugia |  |
| 31 de agosto de 2012 13:00 | Relatório | Pts: Mohnen 15 Rbts: Mohnen 10 Asts: Mohnen 7 |       | Pts: Schneider, Miller 12 Rbts: Schneider 8 Asts: Murray 7 |  | Basketball Arena, Londres Árbitros: FRA Valerie Farrugia |  |

| 31 de agosto de 2012 20:45 | Relatório | China CHN                                  | 72–34 | FRA França                                                                    |  | Basketball Arena, Londres Árbitros: USA Darrell Hargreaves |  |
| 31 de agosto de 2012 20:45 | Relatório | Placar por quarto: 21–6, 20–8, 13–12, 18–8 |       |                                                                               |  | Basketball Arena, Londres Árbitros: USA Darrell Hargreaves |  |
| 31 de agosto de 2012 20:45 | Relatório | Pts: Cheng 20 Rbts: Cheng 10 Asts: Long 6  |       | Pts: Saint-Omer-Delépine 13 Rbts: Saint-Omer-Delépine 6 Asts: Glemp-Etavard 6 |  | Basketball Arena, Londres Árbitros: USA Darrell Hargreaves |  |

| 1 de setembro de 2012 10:45 | Relatório | Estados Unidos USA                           | 67–33 | MEX México                                                            |  | North Greenwich Arena, Londres Árbitros: JPN Eisuke Kanno |  |
| 1 de setembro de 2012 10:45 | Relatório | Placar por quarto: 22–9, 10–9, 14–6, 21–9    |       |                                                                       |  | North Greenwich Arena, Londres Árbitros: JPN Eisuke Kanno |  |
| 1 de setembro de 2012 10:45 | Relatório | Pts: Murray 22 Rbts: Murray 7 Asts: Murray 6 |       | Pts: Estrada Bernal 10 Rbts: Estrada Bernal 10 Asts: Estrada Bernal 4 |  | North Greenwich Arena, Londres Árbitros: JPN Eisuke Kanno |  |

| 1 de setembro de 2012 15:15 | Relatório | França FRA                                                          | 32–76 | GER Alemanha                                   |  | Basketaball Arena, Londres Árbitros: RSA Stacy Gomm |  |
| 1 de setembro de 2012 15:15 | Relatório | Placar por quarto: 14–20, 8–15, 5–19, 5–22                          |       |                                                |  | Basketaball Arena, Londres Árbitros: RSA Stacy Gomm |  |
| 1 de setembro de 2012 15:15 | Relatório | Pts: Quemener-Pichon 12 Rbts: Saint-Omer Delépine 12 Asts: Ménard 3 |       | Pts: Mohnen 23 Rbts: Friedrich 6 Asts: Zeyen 8 |  | Basketaball Arena, Londres Árbitros: RSA Stacy Gomm |  |

| 2 de setembro de 2012 10:45 | Relatório | Alemanha GER                                              | 56–50 | CHN China                                     |  | Basketball Arena, Londres Árbitros: LTU Linas Radykas |  |
| 2 de setembro de 2012 10:45 | Relatório | Placar por quarto: 13-17, 17-7, 20-11, 6-15               |       |                                               |  | Basketball Arena, Londres Árbitros: LTU Linas Radykas |  |
| 2 de setembro de 2012 10:45 | Relatório | Pts: Schünemann 23 Rbts: Schünemann 12 Asts: Schünemann 6 |       | Pts: Long 16 Rbts: Cheng 7 Asts: Long, Peng 4 |  | Basketball Arena, Londres Árbitros: LTU Linas Radykas |  |

| 2 de setembro de 2012 13:00 | Relatório | México MEX                                                               | 50–42 | FRA França                                                                |  | North Greenwich Arena, Londres Árbitros: AUS Philip Haines |  |
| 2 de setembro de 2012 13:00 | Relatório | Placar por quarto: 13-12, 13-8, 11-6, 13-16                              |       |                                                                           |  | North Greenwich Arena, Londres Árbitros: AUS Philip Haines |  |
| 2 de setembro de 2012 13:00 | Relatório | Pts: Vázquez Delgadillo 18 Rbts: Estrada Bernal 13 Asts: Pérez Pacheco 8 |       | Pts: Quemener-Pichon 22 Rbts: Saint-Omer-Delépine 8 Asts: Glemp-Etavard 7 |  | North Greenwich Arena, Londres Árbitros: AUS Philip Haines |  |

| 3 de setembro de 2012 10:45 | Relatório | México MEX                                                           | 28–68 | GER Alemanha                                      |  | Basketball Arena, Londres Árbitros: TPE Shu Fei Hsieh |  |
| 3 de setembro de 2012 10:45 | Relatório | Placar por quarto: 5-10, 14-24, 5-19, 4-15                           |       |                                                   |  | Basketball Arena, Londres Árbitros: TPE Shu Fei Hsieh |  |
| 3 de setembro de 2012 10:45 | Relatório | Pts: Estrada Bernal 12 Rbts: Pérez Pacheco 3 Asts: Estrada Bernal 10 |       | Pts: Adermann 18 Rbts: Adermann 10 Asts: Müller 6 |  | Basketball Arena, Londres Árbitros: TPE Shu Fei Hsieh |  |

| 3 de setembro de 2012 13:00 |                                                        | China CHN | 65–68                                         | USA Estados Unidos | OT | Basketball Arena, Londres Árbitros: ITA Cristian Roja |  |
| 3 de setembro de 2012 13:00 | Placar por quarto: 17-11, 11-12, 18-12, 15-26, OT: 4-7 |           |                                               |                    | OT | Basketball Arena, Londres Árbitros: ITA Cristian Roja |  |
| 3 de setembro de 2012 13:00 | Pts: Cheng 22 Rbts: Fu 13 Asts: Long 5                 |           | Pts: Murray 30 Rbts: Murray 14 Asts: Murray 8 |                    | OT | Basketball Arena, Londres Árbitros: ITA Cristian Roja |  |

## Fase eliminatória

### Decisão pelo 9º lugar
| 4 de setembro de 2012 10:45 | Relatório | Brasil BRA                                                                 | 59–35 | FRA França                                                                            |  | Basketball Arena, Londres Árbitros: ESP Juan Uruñuela |  |
| 4 de setembro de 2012 10:45 | Relatório | Placar por quarto: 17-10, 14-4, 15-8, 13-13                                |       |                                                                                       |  | Basketball Arena, Londres Árbitros: ESP Juan Uruñuela |  |
| 4 de setembro de 2012 10:45 | Relatório | Pts: Soares Martins 45 Rbts: Guimarães Da Costa 13 Asts: Soares Martins 10 |       | Pts: Belz, Quemener-Pichon 8 Rbts: Saint-Omer-Delépine 10 Asts: Saint-Omer-Delépine 4 |  | Basketball Arena, Londres Árbitros: ESP Juan Uruñuela |  |

### Fase final
|  | Quartas de final | Quartas de final  | Quartas de final   |              |                    | Semifinais        | Semifinais          | Semifinais          |                     |  | Final | Final             | Final |
|  |                  |                   |                    |              |                    |                   |                     |                     |                     |  |       |                   |       |
|  | A1               | AUS Austrália     | 62                 |              |                    |                   |                     |                     |                     |  |       |                   |       |
|  | B4               | MEX México        | 37                 |              |                    |                   |                     |                     |                     |  |       |                   |       |
|  | B4               | MEX México        | 37                 |              | A1                 | AUS Austrália     | 40                  |                     |                     |  |       |                   |       |
|  |                  |                   |                    |              | A1                 | AUS Austrália     | 40                  |                     |                     |  |       |                   |       |
|  |                  | B2                | USA Estados Unidos | 39           |                    |                   |                     |                     |                     |  |       |                   |       |
|  | B2               | B2                | USA Estados Unidos | 39           | USA Estados Unidos | 67                |                     |                     |                     |  |       |                   |       |
|  | B2               |                   |                    |              | USA Estados Unidos | 67                |                     |                     |                     |  |       |                   |       |
|  | A3               | CAN Canadá        | 55                 |              |                    |                   |                     |                     |                     |  |       |                   |       |
|  |                  |                   |                    |              |                    |                   |                     |                     |                     |  | A1    | AUS Austrália     | 44    |
|  |                  |                   | B1                 | GER Alemanha | 58                 |                   |                     |                     |                     |  |       |                   |       |
|  | A2               | NED Países Baixos | 59                 |              |                    |                   |                     |                     |                     |  |       |                   |       |
|  | B3               | CHN China         | 37                 |              |                    |                   |                     |                     |                     |  |       |                   |       |
|  | B3               | CHN China         | 37                 |              | A2                 | NED Países Baixos | 46                  |                     |                     |  |       |                   |       |
|  |                  |                   |                    |              | A2                 | NED Países Baixos | 46                  |                     |                     |  |       |                   |       |
|  |                  | B1                | GER Alemanha       | 49           |                    |                   | Disputa pelo bronze | Disputa pelo bronze | Disputa pelo bronze |  |       |                   |       |
|  | B1               | GER Alemanha      | 55                 |              |                    |                   | B2                  | USA Estados Unidos  | 47                  |  |       |                   |       |
|  | A4               | GBR Grã-Bretanha  | 44                 |              |                    |                   |                     |                     |                     |  | A2    | NED Países Baixos | 71    |

### Fase de consolação
|  | Disputa pelo 5º-8º lugar | Disputa pelo 5º-8º lugar | Disputa pelo 5º-8º lugar |  |  | Disputa pelo 5º lugar | Disputa pelo 5º lugar | Disputa pelo 5º lugar |
|  |                          |                          |                          |  |  |                       |                       |                       |
|  | A3                       | CAN Canadá               | 74                       |  |  |                       |                       |                       |
|  | B4                       | MEX México               | 53                       |  |  |                       |                       |                       |
|  |                          |                          |                          |  |  | A3                    | CAN Canadá            | 70                    |
|  |                          |                          |                          |  |  | B3                    | CHN China             | 73                    |
|  | B3                       | CHN China                | 72                       |  |  |                       |                       |                       |
|  | A4                       | GBR Grã-Bretanha         | 55                       |  |  | Disputa pelo 7º lugar | Disputa pelo 7º lugar | Disputa pelo 7º lugar |
|  |                          |                          |                          |  |  | B4                    | MEX México            | 37                    |
|  |                          |                          |                          |  |  | A4                    | GBR Grã-Bretanha      | 59                    |

#### Quartas de final
| 4 de setembro de 2012 13:00 | Relatório | Austrália AUS                              | 62–37 | MEX México                                                            |  | North Greenwich Arena, Londres Árbitros: FRA Valerie Farrugia |  |
| 4 de setembro de 2012 13:00 | Relatório | Placar por quarto: 21-10, 23-10, 6-9, 12-8 |       |                                                                       |  | North Greenwich Arena, Londres Árbitros: FRA Valerie Farrugia |  |
| 4 de setembro de 2012 13:00 | Relatório | Pts: Merritt 14 Rbts: Kean 5 Asts: Gauci 7 |       | Pts: Estrada Bernal 11 Rbts: Estrada Bernal 4 Asts: Estrada Bernal 16 |  | North Greenwich Arena, Londres Árbitros: FRA Valerie Farrugia |  |

| 4 de setembro de 2012 15:15 | Relatório | Países Baixos NED                               | 59–37 | CHN China                           |  | North Greenwich Arena, Londres Árbitros: ARG Mati Quintana |  |
| 4 de setembro de 2012 15:15 | Relatório | Placar por quarto: 13-6, 8-13, 18-10, 20-8      |       |                                     |  | North Greenwich Arena, Londres Árbitros: ARG Mati Quintana |  |
| 4 de setembro de 2012 15:15 | Relatório | Pts: Beijer 29 Rbts: Beijer 14 Asts: Huitzing 9 |       | Pts: Fu 18 Rbts: Long 6 Asts: Fu 12 |  | North Greenwich Arena, Londres Árbitros: ARG Mati Quintana |  |

| 4 de setembro de 2012 19:00 |                                                      | Alemanha GER | 55–44                                          | GBR Grã-Bretanha |  | North Greenwich Arena, Londres Árbitros: CAN Sébastien Gauthier |  |
| 4 de setembro de 2012 19:00 | Placar por quarto: 8-12, 14-9, 12-12, 21-11          |              |                                                |                  |  | North Greenwich Arena, Londres Árbitros: CAN Sébastien Gauthier |  |
| 4 de setembro de 2012 19:00 | Pts: Zeyen 25 Rbts: Schünemann 5 Asts: Schünemann 14 |              | Pts: Freeman 19 Rbts: Sugden 7 Asts: Freeman 8 |                  |  | North Greenwich Arena, Londres Árbitros: CAN Sébastien Gauthier |  |

| 4 de setembro de 2012 21:15 | Relatório | Estados Unidos USA                             | 67–55 | CAN Canadá                                           |  | North Greenwich Arena, Londres Árbitros: ARG Cristian Salguero |  |
| 4 de setembro de 2012 21:15 | Relatório | Placar por quarto: 10-21, 19-12, 16-8, 22-14   |       |                                                      |  | North Greenwich Arena, Londres Árbitros: ARG Cristian Salguero |  |
| 4 de setembro de 2012 21:15 | Relatório | Pts: Miller 26 Rbts: Murray 11 Asts: Murray 10 |       | Pts: McLachlan 31 Rbts: McLachlan 13 Asts: Ouellet 6 |  | North Greenwich Arena, Londres Árbitros: ARG Cristian Salguero |  |

#### Disputa pelo 5º-8º lugar
| 6 de setembro de 2012 08:30 |                                                       | Canadá CAN | 74–53                                                                     | MEX México |  | North Greenwich Arena, Londres Árbitros: AUS Philip Haines |  |
| 6 de setembro de 2012 08:30 | Placar por quarto: 30-4, 12-20, 18-12, 14-17          |            |                                                                           |            |  | North Greenwich Arena, Londres Árbitros: AUS Philip Haines |  |
| 6 de setembro de 2012 08:30 | Pts: McLachlan 24 Rbts: McLachlan 13 Asts: Ouellet 10 |            | Pts: Estrada Bernal 15 Rbts: Estrada Bernal 12 Asts: Vázquez Delgadillo 6 |            |  | North Greenwich Arena, Londres Árbitros: AUS Philip Haines |  |

| 6 de setembro de 2012 10:45 | Relatório | China CHN                                     | 72–55 | GBR Grã-Bretanha                                |  | North Greenwich Arena, Londres Árbitros: AUS Matt Wells |  |
| 6 de setembro de 2012 10:45 | Relatório | Placar por quarto: 17-10, 17-10, 15-11, 23-24 |       |                                                 |  | North Greenwich Arena, Londres Árbitros: AUS Matt Wells |  |
| 6 de setembro de 2012 10:45 | Relatório | Pts: Cheng 19 Rbts: Cheng 14 Asts: Long 10    |       | Pts: Freeman 22 Rbts: Freeman 9 Asts: Freeman 9 |  | North Greenwich Arena, Londres Árbitros: AUS Matt Wells |  |

### Disputa pelo 7º lugar
| 7 de setembro de 2012 08:30 | Relatório | México MEX                                                                        | 37–59 | GBR Grã-Bretanha                               |  | North Greenwich Arena, Londres Árbitros: AUS Matt Wells |  |
| 7 de setembro de 2012 08:30 | Relatório | Placar por quarto: 11-6, 8-12, 7-22, 11-19                                        |       |                                                |  | North Greenwich Arena, Londres Árbitros: AUS Matt Wells |  |
| 7 de setembro de 2012 08:30 | Relatório | Pts: Estrada Bernal, Pérez Pacheco 9 Rbts: Pérez Pacheco 4 Asts: Estrada Bernal 6 |       | Pts: Conroy 22 Rbts: Freeman 9 Asts: Freeman 9 |  | North Greenwich Arena, Londres Árbitros: AUS Matt Wells |  |

### Disputa pelo 5º lugar
| 7 de setembro de 2012 10:45 | Relatório | Canadá CAN                                           | 70–73 | CHN China                              |  | North Greenwich Arena, Londres Árbitros: GER Max Kindervater |  |
| 7 de setembro de 2012 10:45 | Relatório | Placar por quarto: 17-15, 12-14, 13-18, 28-26        |       |                                        |  | North Greenwich Arena, Londres Árbitros: GER Max Kindervater |  |
| 7 de setembro de 2012 10:45 | Relatório | Pts: McLachlan 22 Rbts: McLachlan 17 Asts: Harnock 7 |       | Pts: Fu 25 Rbts: Cheng 10 Asts: Long 9 |  | North Greenwich Arena, Londres Árbitros: GER Max Kindervater |  |

#### Semifinais
| 6 de setembro de 2012 13:00 | Relatório | Austrália AUS                                                | 40–39 | USA Estados Unidos                                      |  | North Greenwich Arena, Londres Árbitros: CAN Sébastien Gauthier |  |
| 6 de setembro de 2012 13:00 | Relatório | Placar por quarto: 10-12, 16-14, 12-2, 2-11                  |       |                                                         |  | North Greenwich Arena, Londres Árbitros: CAN Sébastien Gauthier |  |
| 6 de setembro de 2012 13:00 | Relatório | Pts: três jogadoras 8 Rbts: Merritt 6 Asts: três jogadoras 3 |       | Pts: Murray 18 Rbts: Murray, Schneider 9 Asts: Murray 3 |  | North Greenwich Arena, Londres Árbitros: CAN Sébastien Gauthier |  |

| 6 de setembro de 2012 15:15 |                                                             | Países Baixos NED | 46–49                                           | GER Alemanha |  | North Greenwich Arena, Londres Árbitros: ESP Juan Uruñuela |  |
| 6 de setembro de 2012 15:15 | Placar por quarto: 8-12, 21-12, 8-12, 9-13                  |                   |                                                 |              |  | North Greenwich Arena, Londres Árbitros: ESP Juan Uruñuela |  |
| 6 de setembro de 2012 15:15 | Pts: Huitzing 16 Rbts: Huitzing, Beijer 12 Asts: Huitzing 8 |                   | Pts: Mohnen 20 Rbts: Schünemann 8 Asts: Zeyen 6 |              |  | North Greenwich Arena, Londres Árbitros: ESP Juan Uruñuela |  |

#### Disputa pelo bronze
| 7 de setembro de 2012 19:00 | Relatório | Estados Unidos USA                           | 47–71 | NED Países Baixos                               |  | North Greenwich Arena, Londres Árbitros: BRA Rui Marques |  |
| 7 de setembro de 2012 19:00 | Relatório | Placar por quarto: 16-16, 8-22, 13-22, 10-11 |       |                                                 |  | North Greenwich Arena, Londres Árbitros: BRA Rui Marques |  |
| 7 de setembro de 2012 19:00 | Relatório | Pts: Murray 19 Rbts: Murray 6 Asts: Murray 4 |       | Pts: Beijer 27 Rbts: Beijer 9 Asts: Huitzing 11 |  | North Greenwich Arena, Londres Árbitros: BRA Rui Marques |  |

#### Final
| 7 de setembro de 2012 21:15 | Relatório | Austrália AUS                                                             | 44–58 | GER Alemanha                                            |  | North Greenwich Arena, Londres Árbitros: CAN Sergio Giordano |  |
| 7 de setembro de 2012 21:15 | Relatório | Placar por quarto: 10-14, 9-12, 9-8, 16-24                                |       |                                                         |  | North Greenwich Arena, Londres Árbitros: CAN Sergio Giordano |  |
| 7 de setembro de 2012 21:15 | Relatório | Pts: Kylie Gauci 15 Rbts: Kylie Gauci, Merritt 5 Asts: Crispin, Chaplin 5 |       | Pts: Adermann 19 Rbts: Mohnen 9 Asts: Adermann, Zeyen 5 |  | North Greenwich Arena, Londres Árbitros: CAN Sergio Giordano |  |

## Classificação final
| Pos.   | País               |
| ------ | ------------------ |
| Ouro   | GER Alemanha       |
| Prata  | AUS Austrália      |
| Bronze | NED Países Baixos  |
| 4      | USA Estados Unidos |
| 5      | CHN China          |
| 6      | CAN Canadá         |
| 7      | GBR Grã-Bretanha   |
| 8      | MEX México         |
| 9      | BRA Brasil         |
| 10     | FRA França         |